# Химкинский лес
Хи́мкинский лес — смешанный лес, расположенный между городом Химки, рекой Клязьмой и Международным шоссе. Лес является частью лесозащитного пояса Москвы. Территория Химкинского леса составляет около 1000 га.
Лес приобрёл известность в связи со строительством скоростной автомагистрали Москва — Санкт-Петербург. Для строительства в лесу была вырублена просека под трассу и объекты инфраструктуры.

## География
Химкинский лес — это сохранившийся участок смешанного леса, занимающий площадь около 10 км² в Московской области между рекой Клязьмой, Долгопрудным и Химками.

## Флора и фауна
Флора Химкинского леса, относящегося к смешанным лесам, обширна и богата. В лесу произрастают ели, сосны, лиственницы, липы, орешник. Часть лесного массива представляет собой вековую дубраву, тянущуюся от родника святого Георгия практически до районов жилой застройки. Среди травянистых растений много красивоцветущих: это медуница лекарственная, ландыш майский, первоцвет весенний, купальница европейская. Лес богат грибами, ягодами (такими как клюква, брусника, черника, малина). Кроме того, в лесу произрастают некоторые растения, занесенные в Красную книгу Московской области.
Фауна леса представлена множеством видов зверей и птиц. Можно встретить белок, ежей, кабанов, лосей, лисиц. В лесу живут утки (кряквы), встречаются цапли и хищные птицы, в частности, канюк и пустельга.

## Роль леса в экосистеме
Лес оказывает положительное влияние на жизнедеятельность жителей прилегающих к нему районов Московской области и Москвы. За счет своего размера Химкинский лес, являясь частью лесозащитного пояса столицы, спасает эту территорию от загрязнения. Лес поглощает выхлопные газы автомобилей Ленинградского шоссе и МКАД и выбросы промышленных предприятий Долгопрудного, Химок и САО Москвы. Кроме того, лес сдерживает шум и выбросы аэропорта Шереметьево и расположенной рядом с ним промышленной зоны.

## История
Своим названием лесной массив и город обязаны реке Химка.
Первые письменные упоминания о лесах Химкинского района в летописи датируются XIV—XVI вв. Эти леса с XV века видели кровопролитные сражения, войны. Во времена Отечественной войны 1812 года в лесах прятались партизанские отряды, созданные из местных жителей. После Октябрьской революции лесной воздух оказывал благотворное влияние на восстановление здоровья больных туберкулезом из санатория. С этих пор название «Химкинский лес» закрепилось за этим лесным массивом.

### Строительство платной дороги Москва — Петербург через Химкинский лес
Отношение местного населения и населения страны в целом к строительству автодороги следует рассматривать как неоднозначное.

#### Доводы сторонников
В настоящее время большой поток машин проходит по Ленинградскому шоссе через центральную часть города Химки, что приводит к заметному загрязнению воздуха в городе. После строительства дополнительной дороги в объезд жилых кварталов можно ожидать, что произойдёт перераспределение транспортных потоков, в силу чего экологическая ситуация в центре Химок улучшится. Загрузка существующей федеральной трассы М-10 «Россия» — 135 000 автомобилей в сутки, что более чем в три раза превосходит максимальную разрешённую пропускную способность (40 000 автомобилей в сутки). Это наиболее загруженная трасса в Российской Федерации. Поэтому средняя скорость движения по М-10 на подъезде к Москве падает до 10 км/час, а иногда, в часы «пик», — и до 5-7 км/час. Количество несчастных случаев на этой трассе как минимум в три раза превосходит средний показатель в стране. К тому же уровень загрязнения воздуха на прилегающих к дороге территориях в 3-5 раз выше существующих санитарных норм: так, объём вредных выбросов составляет до 247 кг в час на 1 км.
.

#### Доводы противников
Ещё несколько лет назад Химкинский лес охранялся государством в соответствии с лесным кодексом, на его территории не велось никакой хозяйственной деятельности, так как он относился к защитным лесам первой категории. За прошедшее время территория леса заметно уменьшилась, так как через лес была построена асфальтовая дорога областного значения, в лесу устраивались свалки, а по периметру возводились дачные поселки и коттеджи. Из-за отсутствия необходимого финансирования лесничество пришло в упадок. Мусор из леса не убирается, санитарные вырубки не осуществляются. Указывалось, что выбранная трасса через Химкинский лес является наихудшим вариантом не только из-за неоправданного ущерба экосистеме леса (трасса идет по центру лесного массива, разрезая его на ряд изолированных фрагментов), но и по условиям транспортной связности (запланированная дорога не имеет прямого выхода в сторону Москвы ни на Ленинградское шоссе, ни на строящуюся Северо-Западную хорду). Позицию противников выбранного маршрута трассы поддержали известные экологические организации, а также известный транспортный эксперт Михаил Блинкин, указавший на непродуманность проекта.